# Sable-eiland
Sable-eiland is een Canadees eiland. Het ligt in de Atlantische Oceaan op 180 kilometer ten zuidoosten van Nova Scotia. In 2001 telde het eiland 15 bewoners, waarvan er in 2008 nog 5 mensen permanent woonden. De naam komt van het Franse woord sable dat zand betekent.

## Geografie
Het eiland is een boogvormige zandrichel, 42 kilometer lang en circa twee kilometer breed, met een oppervlakte van circa 34 km². Het zand is waarschijnlijk een restant van een eindmorene uit de laatste ijstijd. Het oppervlak is begroeid met gras en andere laagblijvende vegetatie. Sable-eiland is omgeven door zandbanken en ondiepten. Het wordt wel 'het kerkhof van de Atlantische Oceaan' genoemd, wegens de vele schipbreuken die hier hebben plaatsgevonden.

## Geschiedenis
Sable-eiland is waarschijnlijk ontdekt door de Portugese ontdekkingsreiziger João Álvares Fagundes die in 1520–1521 het gebied verkende. In de 16e eeuw probeerden de Fransen gedurende korte tijd het eiland te koloniseren. In 1801 vestigde de overheid van Nova Scotia een reddingstation op het eiland en in 1872 werden er twee vuurtorens gebouwd, één op elk uiteinde. Aan het begin van de 20e eeuw vestigde de Marconi Company een radiostation op het eiland, en de Canadese overheid stichtte er een weerstation.

## Natuur
Het eiland is in zijn volledigheid erkend als een trekvogelreservaat.

## Galerij

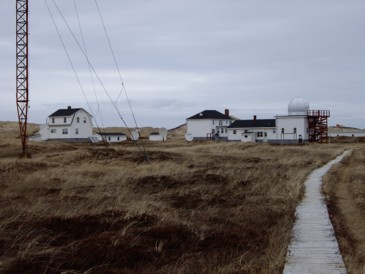
Weerstation
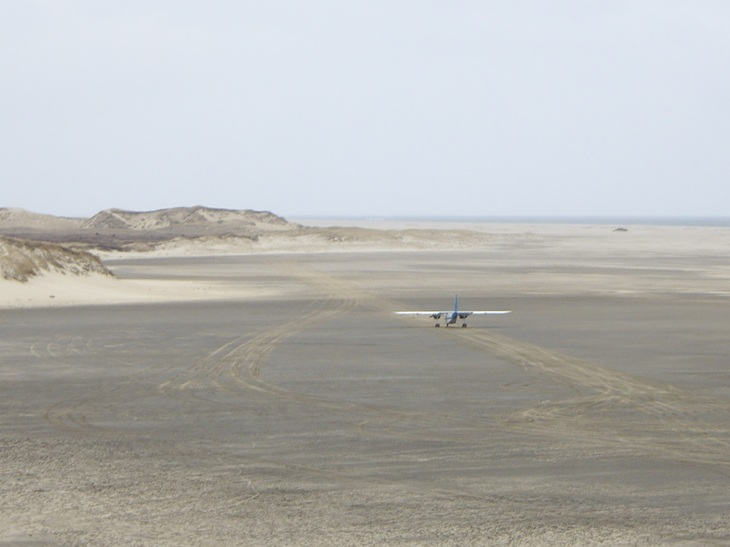
Een vliegtuig landt op Sable-eiland
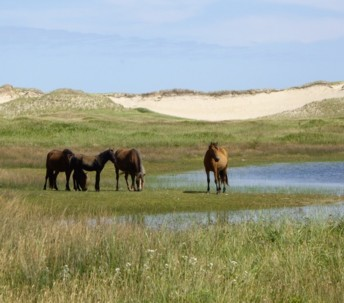
Sable Island Pony